# Kate Webster
Kate Webster (née près d'Enniscorthy dans le comté de Wexford en Irlande en 1849 et morte par pendaison à la prison de Wandsworth à Londres en Angleterre en 1879), est une criminelle irlandaise du XIXe siècle célèbre pour avoir assassiné en 1878 sa patronne alors qu'elle était à son service en tant que femme de chambre. Kate avait alors 29 ans.

## Le meurtre
Kate Webster était au service de Julia Thomas, 55 ans, une riche veuve habitant Richmond dans la banlieue de Londres. Après avoir poussé celle-ci dans l'escalier et l'avoir étranglée, Kate Webster la coupa à la hache en partie. Elle la cuisina et la donna à manger aux enfants qu'elle avait en garde. Après cet assassinat, Kate Webster usurpa l'identité de sa victime.
 
Au fil de l'enquête, une boîte contenant de la chair humaine avait également été retrouvée peu après dans la Tamise qui coule à proximité du lieu du crime, puis un pied de la victime fut découvert dans un lotissement. Mais le crâne ne fut retrouvé que 132 ans plus tard à Barnes (en octobre 2010), sur le chantier d'agrandissement de la maison du réalisateur et producteur David Attenborough (le jardin où il a été découvert abritait au XIXe siècle un pub que fréquentait Kate Webster). Les tests de datation par le carbone 14 ont montré que le crâne appartenait bien à la victime : le « Mystère de Barnes » fut donc élucidé.

## Le procès
Un an après son meurtre, Kate Webster est condamnée à la peine capitale et est pendue à la prison de Wandsworth à Londres, le 29 juillet 1879, par le bourreau William Marwood.